# Egry Antal
Egry Antal (Bikszárd, 1802. március 26. – Felsőköröskény, 1883. augusztus 3.) mezőgazdász, gyümölcskertész.

## Élete
Jablonicon élt mint bérlő és az Apponyi grófok faiskolájának felügyelője volt. Híres pomológus volt.

## Műve
- Pomologia, vagyis gyümölcsfa-tenyésztési tanítás. Pozsony, 1852. és 1861. (Ism. P. Naptó 1853. 1097. sz. Ugyanez a munka megjelent szlovákul is, Nagyszombat, 1852.)